# ژان-لوک راهاریمانانا
ژان-لوک راهاریمانانا (به فرانسوی: Jean-Luc Raharimanana) زاده ۲۶ ژوئن ۱۹۶۷ در آنتاناناریوو کشور ماداگاسکار، نویسنده قرن بیستم میلادی اهل فرانسه است.